# Lethis: Path of Progress
Lethis: Path of Progress est un jeu vidéo de type city-builder développé et édité par Triskell Interactive, sorti en 2015 sur Windows.
Un jeu dérivé Lethis: Daring Discoverers. est sorti en 2017. Une suite du premier jeu, intitulé Lethis: Path of Progress 2 est en cours de développement.

## Accueil
- Gamekult : 6/10[2]
- PC Gamer : 60 %[3]